# Nǃxau
Nᴉxau ǂToma (inna pisownia to Gcao Tekene Coma, ur. ok. 1943 w Tsumkwe, zm. 1 lipca 2003) – namibijski aktor, znany głównie z roli buszmena Xixo z serii filmów Bogowie muszą być szaleni. The Namibian nazwał go „najsławniejszym aktorem Namibii”.

## Życiorys
Urodził się w buszmeńskim plemieniu San w Namibii. Nie znał swojego dokładnego wieku, a przed pojawieniem się w filmach miał niewielką styczność z typowym „nowoczesnym” życiem. Zanim zagrał w filmie widział wcześniej tylko trzech białych ludzi i nie był świadomy wartości papierowych pieniędzy, które po otrzymaniu za swoją pierwszą rolę pozwolił rozdmuchać na wietrze (lub według innej wersji po prostu spalił).
Za występ w filmie Bogowie muszą być szaleni dostał tylko kilkaset dolarów, jednak do czasu kolejnej części poznał wartość pieniędzy i nauczył się osiągać zamierzony cel, dzięki czemu za udział w drugiej części wynegocjował pół miliona dolarów. Pomimo że pochodził z kultury, która nie ceniła materialnych rzeczy i nie potrafił zarządzać swoimi dochodami, to za część pieniędzy zbudował dla swojej rodziny ceglany dom z bieżącą wodą i elektrycznością.
Popularność pierwszego filmu sprawiła, że w rolę buszmena Xixo wcielał się jeszcze cztery razy. Gdy jego kariera filmowa dobiegła końca powrócił do Namibii i zajął się uprawą kukurydzy, dyni i fasoli. Hodował też kilkanaście sztuk bydła (ale nie więcej niż dwadzieścia, ponieważ, według gazety The Independent, bez złożonych systemów gospodarczych „współczesnego świata”, miał kłopot z utrzymaniem większej ilości).
Zmarł 1 lipca 2003 r. z powodu przedawkowania leków. Prawdopodobnie chorował na gruźlicę, choć nie jest to potwierdzone. Według oficjalnych ustaleń miał około 59 lat.
Biegle mówił w językach juǀʼhoan, herero i tswana oraz nieco w afrikaans.

## Filmografia
- 1980: Bogowie muszą być szaleni
- 1989: Bogowie muszą być szaleni II
- 1990: Kwacca Strikes Back
- 1991: Crazy Safari
- 1993: Buszmen w Hongkongu
- 1994: The Gods Must be Funny in China
- 1996: Sekai Ururun Taizaiki